# C'est dur d'être un homme : Un parapluie pour deux
Série C'est dur d'être un homme
C'est dur d'être un homme : Les Affres de la paternité
(1974) C'est dur d'être un homme : Intellectuellement vôtre
(1975)
Pour plus de détails, voir Fiche technique et Distribution.
C'est dur d'être un homme : Un parapluie pour deux (男はつらいよ 寅次郎相合い傘, Otoko wa tsurai yo: Torajirō aiaigasa) est un film japonais réalisé par Yōji Yamada et sorti en 1975. C'est le 15e film de la série C'est dur d'être un homme.

## Fiche technique
- Titre : C'est dur d'être un homme : Un parapluie pour deux[1]
- Titre original : 男はつらいよ 寅次郎相合い傘 (Otoko wa tsurai yo: Torajirō aiaigasa?)
- Réalisation : Yōji Yamada
- Scénario : Yōji Yamada et Yoshitaka Asama
- Photographie : Tetsuo Takaha (ja)
- Montage : Iwao Ishii (ja)
- Musique : Naozumi Yamamoto
- Décors : Kiminobu Satō
- Producteur : Kiyoshi Shimazu
- Société de production : Shōchiku
- Pays de production :  Japon
- Langue originale : japonais
- Format : couleur — 2,35:1 — 35 mm — son mono
- Genres : comédie dramatique ; romance
- Durée : 90 minutes[2] (métrage : huit bobines - 2 486 m[2])
- Dates de sortie :
  - Japon : 2 août 1975[2]

## Distribution
- Kiyoshi Atsumi : Torajirō Kuruma / Tora-san / Tiger (rêve de Tora-san)
- Chieko Baishō : Sakura Suwa, sa demi-sœur / Cherry (rêve de Tora-san)
- Masami Shimojō (ja) : Ryūzō Kuruma, son oncle
- Chieko Misaki (ja) : Tsune Kuruma, sa tante
- Gin Maeda (en) : Hiroshi Suwa, le mari de Sakura / Jack (rêve de Tora-san)
- Hayato Nakamura : Mitsuo Suwa, le fils de Sakura et de Hiroshi
- Ruriko Asaoka : Kiyoko Matsuoka, alias Lily
- Eiji Funakoshi : Kenjirō Hyōdō
- Yoshio Yoshida (ja) : le marchand d'esclaves (rêve de Tora-san)
- Tsunehiko Kamijō (ja) : un pirate (rêve de Tora-san)
- Masakane Yonekura (ja) : un pirate (rêve de Tora-san)
- Kaneko Iwasaki (ja) : Nobuko, le premier amour de Kenjirō à Otaru
- Chiharu Kuri (ja) : Kimiko, la femme de Kenjirō
- Ai Saotome : Mariko, la fille de Kenjirō
- Hisao Dazai (ja) : Umetarō Katsura, le voisin imprimeur
- Gajirō Satō (ja) : Genko
- Chishū Ryū : Gozen-sama, le grand prêtre

## Autour du film
La revue Kinema Junpō a classé le film à la cinquième place de son classement des dix meilleurs films japonais de l'année 1975,.

## Distinctions

### Récompenses
- 1976 : prix Blue Ribbon de la meilleure actrice pour Ruriko Asaoka et de la meilleure actrice dans un second rôle pour Chieko Baishō[5]
- 1976 : prix Kinema Junpō de la meilleure actrice pour Ruriko Asaoka[3],[4]
- 1976 : prix Mainichi de la meilleure actrice pour Ruriko Asaoka et des meilleurs décors pour Kiminobu Satō (conjointement pour Harakara)[6]